# Sojuz TMA-2
Sojuz TMA-2 (Союз ТМА-2) – rosyjska załogowa misja kosmiczna, stanowiąca szóstą wizytę pojazdu Sojuz na pokładzie  Międzynarodowej Stacji Kosmicznej i drugi lot jej najnowszej wersji, Sojuz-TMA.
Dowódcą misji był Malenczenko, Lu inżynierem pokładowym. Po połączeniu ze stacją zmienili dotychczasowych mieszkańców i stali się jej siódmą stałą załogą. 
Podczas pobytu na pokładzie stacji, Malenczenko został pierwszą osobą, która w kosmosie zawarła związek małżeński. Jego narzeczona znajdowała się w Teksasie, gdzie prawo dopuszcza zawieranie małżeństw na odległość. 
Początkowo wyprawy kapsuł Sojuz na pokład Międzynarodowej Stacji Kosmicznej miały mieć za zadanie jedynie dostarczanie co pół roku nowych Sojuzów, pełniących na stacji rolę kapsuł ratunkowych. Załogi Sojuzów miału w tym planie jedynie odwiedzać stację, nie miały stanowić jej załogi. Plany zmieniono po katastrofie promu kosmicznego Columbia. 
Załoga Sojuza TMA-2 miała według oryginalnych założeń składać się z dowódcy Giennadija Padałki i astronauty ESA Pedro Duque. Astronauci mieli spędzić na pokładzie stacji tydzień i powrócić na pokładzie kapsuły Sojuz TMA-1. Trzecie miejsce w Sojuzie TMA-2 mógł zająć chilijski turysta kosmiczny Klaus von Storch, lecz nawet przed katastrofą Columbii szanse na jego lot malały. Jego miejsce mógł zająć rosyjski kosmonauta Oleg Kotow lub zapasy dostarczane na stację.